# Nagore Calderón Rodríguez

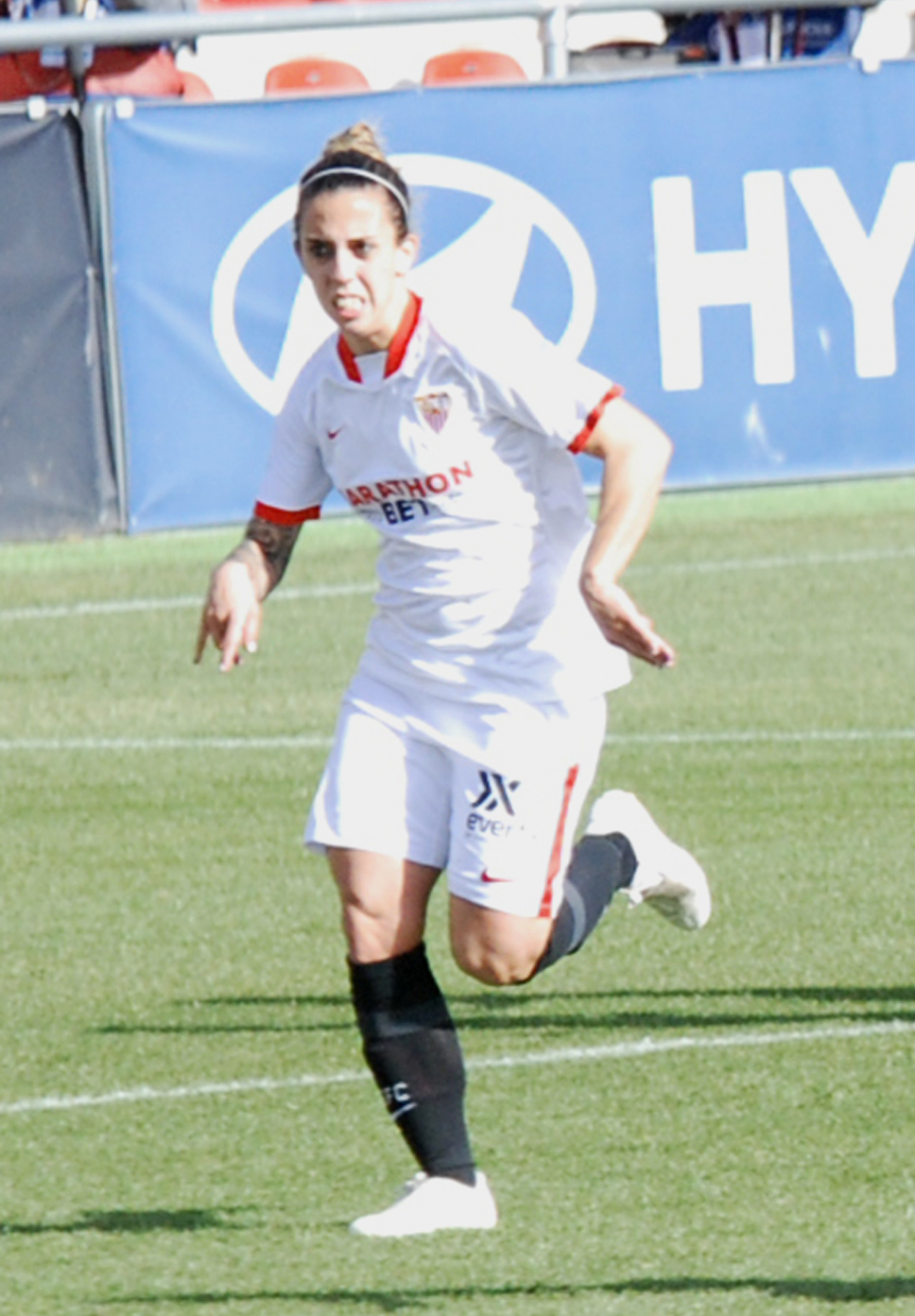
Nagore Calderón Rodríguez, 2021

Nagore Calderón Rodríguez (* 2. Juni 1993 in Madrid) ist eine spanische Fußballspielerin. Die Mittelfeldspielerin nahm mit der A-Nationalmannschaft an der Europameisterschaft 2013 teil.

## Sportlicher Werdegang
Calderón begann bereits in der Jugend bei Atlético Madrid, für dessen Frauenmannschaft sie 2009 debütierte. Nachdem sie mit der spanischen U-17-Auswahl den Titel bei der U17-Europameisterschaft der Frauen 2010 sowie den dritten Platz bei der U17-Weltmeisterschaft der Frauen 2010 belegt hatte, debütierte sie unter Nationaltrainer Ignacio Quereda im Oktober des Jahres für die spanische A-Nationalelf. Mit der Auswahlmannschaft qualifizierte sie sich für die EM-Endrunde 2013, bei der sie bis zum Ausscheiden der Mannschaft im Viertelfinale gegen die Nationalmannschaft Norwegens drei der vier Endrundenspiele bestritt.
| Personendaten    | Personendaten              |
| ---------------- | -------------------------- |
| NAME             | Calderón Rodríguez, Nagore |
| KURZBESCHREIBUNG | spanische Fußballspielerin |
| GEBURTSDATUM     | 2. Juni 1993               |
| GEBURTSORT       | Madrid, Spanien            |